# Gen (jezik)
Gen jezik (ge, gebe, gen-gbe, guin, mina, mina-gen, popo; ISO 639-3: gej), jezik naroda Mina, podskupine mina, šire skupine gbe, kojim govori 201 000 (1991) ljudi u južnom Togou i 126 000 (2006) u Beninu u provincijama Mono i Atlantique.
Postoji nekoliko dijalekata: anexo, agoi, gen i gliji.

## Vanjske poveznice
- Ethnologue (14th)
- Ethnologue (15th)